# Santiago Zannou
Santiago Zannou connu sous le nom de Santiago Ahuanojinou Zannou né en 1977 à Madrid, est un réalisateur espagnol.

## Biographie

### Enfance et études
Santiago Ahuanojinou Zannou, est né en 1977 à Madrid d'un père béninois et d'une mère espagnole. Il passe son adolescence à Majorque. Sa vocation pour le cinéma s'est révélée lorsque son frère aîné a travaillé sur la musique d'un court-métrage. Il étudie au Centre d'études cinématographiques de Catalogne (CECC) (es) à Barcelone,,. 

### Carrière
Après qu'il rencontre Juan Manuel Montilla, un rappeur madrilène, au cours d'un voyage à Madrid, Santiago décide d'écrire son premier long métrage intitulé "El truco del manco" sortie en 2008, pour lequel il remporte le prix du meilleur nouveau réalisateur lors de la 23ᵉ édition des Goyas. Il avait déjà réalisé deux courts métrages dont : Cara sucia en 2004, pour lequel il est nommé dans la meilleure catégorie court métrage de fiction aux Goya, et Mercancías en 2005,.

## Filmographie
- 2013 : Alacrán enamorado
- 2011 : La puerta de no retorno
- 2009 : El alma de la Roja
- 2008 : El truco del manco
- 2005 : Mercancías
- 2004 : Cara sucia

## Distinctions
- 2009 : Prix Goya du meilleur nouveau réalisateur